# Marlborough (Provinz)

Marlborough Province 1859–1876

Die Provinz Marlborough war eine Provinz in der ehemaligen britischen Kolonie Neuseeland, die am 1. November 1859 per Order in Council (Rechtsverordnung) von der Provinz Nelson abgetrennt und eigenständig wurde.

## Geographie
Die Provinz Marlborough war die nordöstlichste Provinz auf der Südinsel von Neuseeland. Die südliche Grenze der Provinz führte vom Mündungsgebiet des Conway River an der Ostküste aus rund 60 km in westnordwestlicher Richtung in die Berge und von dort aus ca. 20 km nach Norden, um dann in nordnordöstlicher Richtung direkt zum Tennyson Inlet im Pelorus Sound / Te Hoiere zu verlaufen. Die nördliche Grenze wurde von der Küstenlinie der Sounds zur Cook Strait gebildet und die östliche Grenze von der Küstenlinie zum Pazifischen Ozean. Das Gebiet umfasste eine Fläche von 2.792.500 Acres.

## Geschichte
Am 30. Juni 1852 wurde im britischen Parlament das Gesetz „Act to Grant a Representative Constitution to the Colony of New Zealand“ verabschiedet, das in Neuseeland unter New Zealand Constitution Act 1852 bekannt ist. In dem Gesetz wurde die verwaltungstechnische Neuaufteilung der Kolonie Neuseeland in sechs Provinzen geregelt. Die Grenzen der Distrikte sollten per Proklamation durch den Gouverneur Neuseelands festgelegt werden. Das Gesetz legte ferner fest, dass jede Provinz einen Provincial Council (Provinzrat) mit mindestens neun Mitgliedern und einen Superintendent (Leiter, Vorsteher) haben sollte. Hiervon machte das General Assembly (Generalversammlung) im November 1859 Gebrauch, nachdem sich zunehmend Siedler im östlichen Bereich der Provinz Nelson über die Ferne zum westlichen Zentrum der Provinz beklagt hatten.
Im August 1859 wurde der Beschluss in der Provinz gefasst und am 1. November 1859 vom General Assembly in Wellington umgesetzt. Doch die Eigenständigkeit als Provinz währte nur bis 1876, denn am 12. Oktober 1875 beschloss das britische Parlament mit dem Abolition of Provinces Act (Gesetz für die Abschaffung der Provinzen) das Ende der Verwaltung Neuseeland über die Provinzen. Am 1. November 1876 bekam das Gesetz Gesetzeskraft. Abgelöst wurde das Provinz-System durch ein Verwaltungssystem über Boroughs (Gemeinden) und Counties (Landkreise).